# Guido Aroca
Guido Aroca (Sassari, 1º aprile 1881 – ...) è stato un politico italiano.

## Biografia
Laureato in legge, è stato redattore di svariati periodici, tra i quali l'Osservatore Romano.